# 勒氏枝鳔石首鱼
勒氏枝鳔石首鱼（学名：Dendrophysa russelli）为輻鰭魚綱鱸形目鱸亞目石首鱼科枝鳔石首鱼属的鱼类，俗名勒氏短须石首鱼、勒氏石首鱼、勒氏须䱛。分布于印度洋北部沿岸、北至菲律宾、南至印度尼西亚以及中国南海、台湾海峡等海域，属于近内海暖水性底层鱼类，體長可達25公分，可做為食用魚。该物种的模式产地在印度科罗曼德尔。

## 外部連結
- 勒氏枝鳔石首鱼的圖片 （页面存档备份，存于）